# Saint-Christophe-et-le-Laris
Saint-Christophe-et-le-Laris é uma comuna francesa na região administrativa de Auvérnia-Ródano-Alpes, no departamento de Drôme. Estende-se por uma área de 11,35 km². Em 2010 a comuna tinha 423 habitantes (densidade: 37,3 hab./km²).